# Ґреґор Ропрет
Ґреґор Ропрет, або Грегор Ропрет (словен. Gregor Ropret; нар. 1 березня 1989, Любляна) — словенський волейболіст, пасувальник (зв'язуючий), гравець збірної Словенії та італійського клубу «Сір Сафети» (Перуджа).

## Життєпис
Народжений 1 березня 1989 року в м. Любляні.
Грав у словенських клубах «Кальцит» (Calcit, Камник, 2008—2011) і ACH Volley (Любляна, 2011—2014, 2020—2021), австрійському «Гіпо Тироль» (Інсбрук, 2014—2016), турецькому «Афйон Беледіє Юнташ» (Afyon Belediye Yüntaş, 2016—2017), «Карловарсько» (Чехія, 2017—2018), французьких «Нант Резе Метрополь» (2018—2020) і «Камбре Воллей» (Камбре, 2021—2022). Із сезону 2022—2023 — гравець італійського клубу «Сір Сафети» (Перуджа, одноклубник українця Олега Плотницького).
На світовій першості 2022 року у більшості матчів був запасним пасувальником збірної Словенії (у початковому складі — Деян Вінчич), хоча в поєдинках проти збірних Франції (2:3) та України (у чвертьфіналі, 3:1) власне Ґреґор провів більшість часу на майданчику. Його вдалий вихід на зміну Вінчичу дозволив словенцям змінити хід поєдинку проти українців: Деян починав гру, а словенці без шансів поступилися в першій партії 18:25. У півфінальному поєдинку зі збірною Італії (0:3) вже Ґреґор вийшов у стартовому складі, а Вінчич підміняв його тільки в третій партії.

### Досягнення
Зі збірною
- віцечемпіон Європи 2015, 2019, 2021 років
- півфіналіст першости світу 2022

клубні
- чемпіон Словенії: 2012, 2013, 2014.